# Silikati
Silikati su najveći razred minerala. Poznato ih je približno 800. Zajedno s kvarcom i opalom te različitim modifikacijama SiO2, čine približno 87 % Zemljine kore. Udio u ukupnom broju minerala im je 26 %. Razlog je velika zastupljenost silicija u Zemljinoj kori te njegov afinitet prema kisiku. Nalaze se gotovo u svim tipovima stijena. Većinom su izgrađeni od silicija i kisika, s dodacima iona poput aluminija, magnezija, željeza i kalcija.
Neki važni minerali iz ove grupe, a koji čine stijene jesu feldspati, kvarc, olivini, pirokseni, amfiboli, granati i tinjci.
Silikate klasificiramo prema strukturi njihove silikatne anionske grupe u nezosilikate, sorosilikate, ciklosilikate, inosilikate, filosilikate i tektosilikate.
Mogućnost polimerizacije silikatnih tetraedara ([SiO4]), koji čine osnovnu strukturu svih silikata (i nekih oksida) razlog je što postoji velik broj mineralnih vrsta unutar ovog razreda.

## Najpoznatiji silikati
- Renaniafosfat je naziv za umjetno gnojivo iz prirodnih fosfata i alkalnih silikata.
- Permutit je umjetno pripravljen alkalni aluminijev silikat za mekšanje vode.
- Floridska zemlja je naziv za prirodni aluminijev silikat i magnezijev silikat s Floride, a služi za obojenje masti i ulja. Bolus alba (bijela glina) je naziv za hidratni aluminijev silikat.

## Nezosilikati
Nezosilikati (grč. nésos - otok) imaju svoje SiO42- tetraedre izolirane kao otoke u moru kationa. Svaki kisik vezan je jednom kovalentnom vezom za silicij, a preostalim negativnim nabojem za neki kation. Nezosilikati imaju heterodezmičnu otočnu reštku.
- grupa Fenakita:
  - Fenakit
  - Willemit
- grupa Olivina:
  - Forsterit
  - Fajalit
- grupa Granata:
  - niz piralspita
    - Pirop
    - Almandin
    - Spesartin

  - niz ugrandita
    - Grosular
    - Andradit
    - Uvarovit
- grupa Cirkona:
  - Cirkon
  - Torit
  - Uranotorit
- grupa Humita
  - Humit
  - Kondrodit

Silikati s dodatnim anionom (= nezosubsilikati):
- grupa Al2SiO5
  - Andaluzit
  - Kijanit ili Disten
  - Sillimanit
- Topaz
- Staurolit
- grupa Titanita
  - Titanit ili sfen
  - Kloritoid

## Sorosilikati
Sorosilikati (grč. sorós - gomila, skupina) imaju dva tetraedra međusobno povezana preko zajedničkoga kisika. Kompleksni anion je [Si2O7]6- u kojemu je omjer silicija i kisika 2:7. Sorosilikati imaju heterodezmičnu otočnu rešetku.
- grupa Epidota:
  - Zoisit
    - Anyolit
    - Tanzanit
    - Tulit
    - Kromov zoisit

  - Klinozoisit
  - Epidot
    - Pijemontit

  - Allanit
- Vezuvijan
- Ilvait
- Hemimorfit

## Ciklosilikati
Ciklosilikati imaju prstenastu strukturu vezivanja tetraedara, u kojima je omjer silicija i kisika 1:3 (SixO3x). Prstene može činiti 3, 4 ili 6 (SiO4)-tetraedara. Ciklosilikati imaju heterodezmičnu otočnu rešetku.
- grupa Benitoita
- grupa Aksinita
  - Feroaksinit
- grupa Berila - ciklosilikati s anionskom grupom [Si6O18]
  - Beril
  - Indijalit
  - Bazzit
- grupa Kordijerita
  - Kordijerit
  - Sekaninait
- grupa Turmalina
  -     - Ahroit
    - Indigolit
    - Rubelit
    - Sibelit
    - Verdelit

  - Dravit
  - Elbait
  - Šerl
- grupa Dioptasa

## Inosilikati
Inosilikate čine jednostruki ili dvostruki lanci silikatnih tetraedara u kojima je odnos silicija i kisika 1:3 kod jednostrukih, odnosno 4:11 kod dvostrukih lanaca. Inosilikati imaju heterodezmičnu lančanu rešetku.

### Inosilikati s jednostrukim lancima tetraedara
- grupa Piroksena
  - Rompski pirokseni:
    - Enstatit
    - Broncit
    - Hipersten
    - Ferosilit

  - Monoklinski pirokseni:
    - serija čvrstih otopina diopsid-hedenbergit:
      - Diopsid
      - Hedenbergit
      - Augit
      - Omfacit

    - Alkalijski pirokseni:
      - Kalcijsko-natrijski pirokseni:
        - Žadeit ili Jadeit
        - Egirin
        - Spodumen
- grupa Piroksenoida:
  - Wollastonit
  - Rodonit
  - Pektolit

### Inosilikati s dvostrukim lancima tetraedara
- grupa Amfibola:

Mg, Fe, Mn, Li amfiboli:
- Antofilit - rompski amfibol
- Feroantofilit
- Holmquistit
- Feroholmquistit
- Klinoholmquistit

Ca amfiboli:
- Tremolit - monoklinski amfibol
- Feroaktinolit
- Edenit
- Feroedenit
- Pargasit
- Magneziohornblenda
- Ferohornblenda
- Kersutit
- Ferokersutit

Na amfiboli:
- Glaukofan
- Ribekit
- Krokidolit - azbest
- Feroglaukofan
- Arfvedsonit

Monoklinski amfiboli:
- Aktinolit
- Hornblenda (crna rogovača)
- Cummingtonit
- Magneziohornblenda
- Ferohornblenda

## Filosilikati
Kod filosilikata silikatni tetraedarski anioni tvore niz paralelnih slojeva, a u tetraedrima je omjer silicija i kisika 2:5. Filosilikati imjau heterodezmičnu slojeviti rešetku.
- grupa Serpentina:
  - Antigorit
  - Krizotil
- grupa glina:
  - Kaolinit
  - Smektiti:
    - Montmorilonit

  - Ilit
- Talk (milovka)
- Pirofilit
- grupa Tinjaca:
  - Muskovit (bijeli tinjac, mica)
  - Flogopit
  - Biotit (crni tinjac)
  - Lepidolit
- grupa Klorita
- Apofilit
- Prehnit

## Tektosilikati
Tektosilikati imaju trodimenzionalne okvire silikatnih tetraedarskih aniona u kojima je omjer silicija i kisika 1:2. Tektosilikati imaju heterodezmičnu skelastu rešetku. Ovo je najveća grupa silikata, a njeni minerali čine gotovo 75 % kore Zemlje.
- grupa Kvarca:
  - Kvarc
  - Tridimit
  - Kristobalit
  - Opal
- grupa Feldspata (glinenci):
  - kalijevi feldspati:
    - Mikroklin
    - Sanidin
    - Ortoklas - monoklinski feldspat

  - Plagioklasi:
    - Albit - triklinski feldspat
    - Oligoklas
    - Andezit
    - Labradorit
    - Bitovnit
    - Anortit - triklinski feldspat
- grupa Feldspatoida:
  - Leucit
  - Nefelin
  - Sodalit
  - Analcim
  - Lazurit
- grupa Skapolita
- grupa Zeolita:
  - Kockasti
    - Habazit
    - Filipsit

  - Vlaknasti
    - Natrolit
    - Tomsonit
    - Mezolitit
    - Skolecit
    - Laumontit

  - Lističasti
    - Hojlandit
    - Stilbit ili desmin